# Мария Амалия фон Насау-Диленбург
Мария Амалия фон Насау-Диленбург (на немски: Maria Amalie von Nassau-Dillenburg; * 27 август 1582; † 31 октомври 1635) е графиня от Насау-Диленбург и чрез женитба графиня на Золмс-Браунфелс в Грайфщайн.

## Биография
Тя е дъщеря на граф Йохан VI „Стари“ фон Насау-Диленбург (1536 – 1606) и втората му съпруга пфалцграфиня Кунигунда Якобея фон Зимерн (1556 – 1586), дъщеря на курфюрст Фридрих III фон Пфалц (1515 – 1576) и Мария фон Бранденбург-Кулмбах.
Мария Амалия се омъжва на 23 август 1600 г. в Диленбург за граф Вилхелм I фон Золмс-Браунфелс-Грайфщайн (* 18 април 1570; † 3 февруари 1635), син на граф Конрад фон Золмс-Браунфелс (1540 – 1592) и съпругата му Елизабет фон Насау-Диленбург (1542 – 1603). Нейната по-голяма полусестра Юлиана (1565 – 1630) се омъжва през 1619 г. за брат му Йохан Албрехт I (1563 – 1623).
Мария Амалия умира на 53 години на 31 октомври 1635 г.

## Деца
Мария Амалия и Вилхелм I фон Золмс-Браунфелс имат децата: 
- Йохана Елизабет (1602 – 1627)
- Йохан Конрад (1603 – 1635), граф на Золмс-Браунфелс-Грайфщайн, женен на 13 май 1632 г. във Франкфурт за Анна Маргарета фон Золмс-Хоензолмс (1597 – 1670), дъщеря на граф Херман Адолф фон Золмс-Хоензолмс и Анна София фон Мансфелд-Хинтерорт
- Юлиана (1605 – 1629)
- Сабина (1606 – ?), омъжена на 29 януари 1626 г. в Хунген за Георг Хартман фон Цинцендорф фрайхер фон Потендорф-Карлсбах (1603 – 1632)
- Амалия (1607 – 1608)
- Вилхелм II (1609 – 1676), граф на Золмс-Браунфелс-Грайфенщайн, женен I. на 10 август 1636 г. в Диленбург за графиня Йоханета Сибила фон Золмс-Хоензолмс (1623 – 1651), дъщеря на граф Филип Райнхард I фон Золмс-Хоензолмс и графиня Елизабет Филипина фон Вид-Рункел; II. на 24 февруари 1652 в Шилингсфюрст за графиня Ернестина София фон Хоенлое-Шилингсфюрст (1618 – 1701), дъщеря на граф Георг Фридрих II фон Хоенлое-Шилингсфюрст и графиня Доротея София фон Золмс-Хоензолмс, дъщеря на граф Херман Адолф фон Золмс-Хоензолмс
- Лудвиг (1614 – 1676), граф на Золмс-Браунфелс, женен на 26 януари 1656 г. в Даун за Анна Мария фон Крихинген (1614 – 1676), наследничка на Пютлинген, дъщеря на фрайхер Петер Ернст II фон Крихинген-Пютлинген († 1633) и графиня Анна Сибила, дъщеря на граф Албрехт фон Насау-Вайлбург и Анна фон Насау-Диленбург
- Кунигунда (1615 – 1635)
- Анна Амалия (1617 – 1635), омъжена на 4 ноември 1635 г. за граф Филип Райнхард II фон Золмс-Хоензолмс (1615 – 1665), син на граф Филип Райнхард I фон Золмс-Хоензолмс и графиня Елизабет Филипина фон Вид-Рункел
- Ернст Казимир (1620 – 1648)